# Història de la motonàutica a Catalunya
Història de la motonàutica a Catalunya. La motonàutica és una família d'esports de competició basada en carreres de llanxes motores.

## Primeres competicions

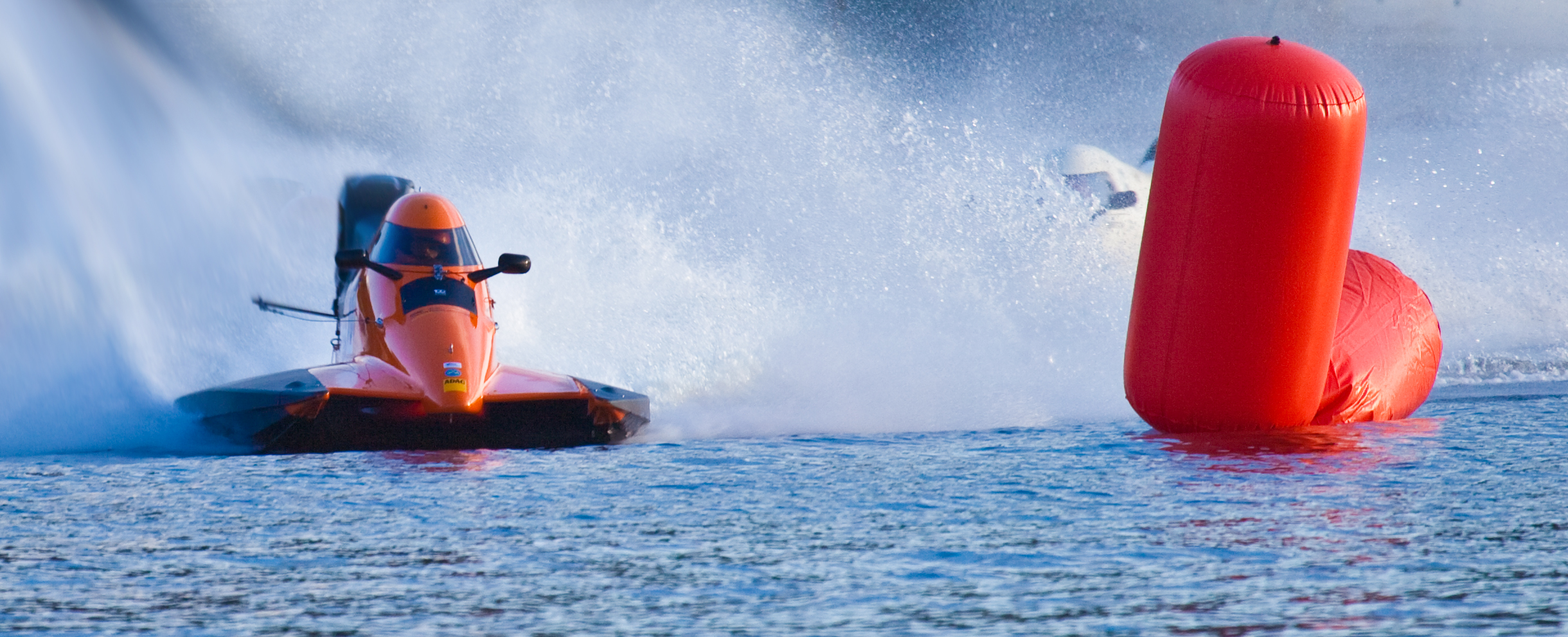
Cursa inshore

A Catalunya, des del finals de segle xix els esports nàutics comencen a prendre volada. A més, un país fortament industrialitzat, les activitats esportives relacionades amb el motor produeixen gran atracció en les elits socials i esportives del moment. Els pioners d'aquest esport foren membres d'entitats nàutiques que practicaven la vela i el rem, així com aficionats al ciclisme, el motociclisme i l'automobilisme.
La primera constància històrica d'aquest esport data de l'any 1904, quan el Reial Club Marítim de Barcelona organitzà a la dàrsena del port de Barcelona una cursa amb embarcacions propulsades a motor. L'any 1913 es creà el primer trofeu de motonàutica a Catalunya i a Espanya, la Copa Francisco Verdones, organitzada pel Marítim de Barcelona, que tenia caràcter internacional. El 1920 s'organitzà el primer raid d'altura entre Barcelona i Tarragona guanyat per Agustí Guarro.

## La motonàutica s'organitza

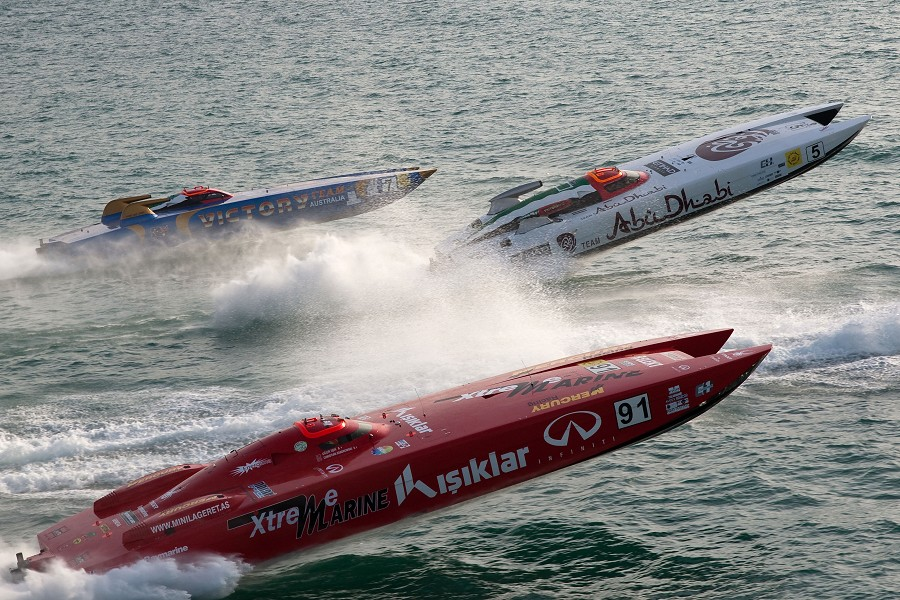
Cursa offshore

El 1922 es fundà la Federació Catalana de Motorisme Marítim, impulsada per Josep Tatxà i Miquel Sans, que a més participaren en la reunió fundacional de la Union Internationale Motonautique celebrada a Brussel·les el mateix any. El 1924 s'organitzà el primer Campionat de Catalunya de motonàutica, disputat els dies 28 i 29 de juny a la dàrsena del port de Barcelona, davant de l'escullera de Llevant.
Al maig del 1930, es reuniren a Barcelona els nou clubs nàutics de l'Estat espanyol que tenien una secció de motonàutica per a constituir la Federació Espanyola de Yachting Automòbil, que després quedà integrada en la Federació Espanyola de Clubs Nàutics. No fou fins al 1965, per les pressions exercides per la UIM a les autoritats esportives espanyoles, que es creà la Federació Espanyola de Motonàutica. El 1968 es fundà la Federació Catalana de Motonàutica, sota la presidència d'Antoni Figueras Fuentes.
L'any 1965 Jaume Martínez i Clotet guanyà el Campionat d'Europa disputat a Sant Feliu de Guíxols. A més d'aquest campionat, Catalunya tingueren lloc diverses proves del Campionat del Món d'altura organitzades pel CN Vilanova (1973, 1986) i pel CN Sant Feliu de Guíxols (1980).

## Principals clubs
Els tres principals clubs que practicaren la motonàutica a principis de segle XX foren el Reial Club Marítim de Barcelona, el Reial Club Nàutic de Barcelona i el Reial Club Nàutic de Tarragona. A partir de la dècada de 1950 nous clubs creen instal·lacions als seus ports, Club Nàutic Arenys de Mar, Club Nàutic Vilanova i el Club Nàutic Sant Feliu de Guíxols. A la dècada dels setanta apareixen les seccions del Club Nàutic de Mataró i del Club Nàutic El Balís.